# Eubranchus pallidus
Eubranchus pallidus är en snäckart som först beskrevs av Joshua Alder och Hancock 1842.  Eubranchus pallidus ingår i släktet Eubranchus och familjen Eubranchidae. Arten är reproducerande i Sverige. Inga underarter finns listade i Catalogue of Life.